# Moving (Supergrass)
Moving is een nummer van de Britse band Supergrass uit 1999. Het is de tweede single van hun titelloze derde studioalbum.
"Moving" werd een grote hit in het Verenigd Koninkrijk, waar het de 9e positie haalde. In Nederland bereikte het nummer slechts een 13e positie in de Tipparade, toch was het daarmee wel succesvoller dan voorganger Pumping on Your Stereo.